# Michael Lüftner
Michael Lüftner (ur. 14 marca 1994 w Chabařovicach) – czeski piłkarz grający na pozycji obrońcy.

## Kariera klubowa
Treningi piłki nożnej rozpoczął w Slovanie Chabařovice w 2001 roku. W 2004 roku trafił do FK Ravel Ústí nad Labem, a rok później do FK Ústí nad Labem. W 2009 przeszedł do FK Teplice. W pierwszej drużynie tego klubu zadebiutował 21 października 2012 w przegranym 2:0 meczu z FC Hradec Králové, a pierwszego gola strzelił 11 listopada 2012 w wygranym 3:0 meczu ze Slovanem Liberec. W grudniu 2016 podpisał trzyipółletni kontrakt ze Slavią Praga. W sezonie 2016/2017 zdobył z tym klubem mistrzostwo Czech. W maju 2017 przeszedł do FC København. Zadebiutował w tym klubie 12 lipca 2017 w wygranym 3:1 meczu eliminacji do Ligi Mistrzów z MŠK Žilina. W sezonie 2018/19 zdobył mistrzostwo Danii. W czerwcu 2019 został wypożyczony na sezon do Omonii Nikozja. W lidze cypryjskiej swój pierwszy mecz rozegrał 24 sierpnia 2019 z Doksą Katokopia (2:0). W maju 2020 ogłoszono, że wypożyczenie do Omonii zostanie przedłużone na kolejny sezon. W sezonie 2020/21 wywalczył z tym zespołem mistrzostwo Cypru. Latem 2021 Lüftner został piłkarzem węgierskiego Fehérvár FC.

## Kariera reprezentacyjna
Młodzieżowy reprezentant Czech w kadrach od U-16 do U-21. Z tą ostatnią wystąpił na mistrzostwach Europy w 2017, na których zagrał w trzech meczach grupowych: przegranym 0:2 z Niemcami, wygranym 3:1 z Włochami, w którym strzelił gola i przegranym 2:4 z Danią, po którym Czesi odpadli z rywalizacji, zajmując ostatnie miejsce w grupie. W dorosłej reprezentacji zadebiutował 8 października 2017 w wygranym 5:0 meczu eliminacji do Mistrzostw Świata 2018 z San Marino.